# Clarisse Cruz
Clarisse Cruz MMC (Ovar, 9 de julho de 1978) é uma atleta olímpica portuguesa especializada na corrida de 3000 metros com obstáculos.

## Competições
Em 2004, no Campeonato Ibero-Americano de Atletismo conquistou a medalha de prata na prova feminina de corrida de 3000 metros com obstáculos com o tempo de 9: 55,24.
Nos Jogos Olímpicos de 2008, correu na 1ª bateria da 1ª ronda do evento feminino de 3000 metros com obstáculos, terminando em 34º lugar com um tempo de 9: 49,45.
Competiu no evento feminino de 3000 metros com obstáculos no Campeonato Mundial de Atletismo de 2005. No 1º round terminou em 10º lugar, na 1ª bateria, com o tempo de 10: 06,96, não se classificando para a prova final.
Competiu na prova feminina de 3000 metros com obstáculos no Campeonato da Europa de Atletismo de 2012, qualificando-se no 1º round com o seu novo recorde de 9:40.30. Na prova final alcançou o 9º lugar com o tempo de 9:47.76.
Nesse mesmo ano, competiu na prova feminina de 3000 metros com obstáculos nos Jogos Olímpicos de 2012. Classificou-se para a final com o seu melhor tempo de 9h30.06. Terminou em 11º lugar na final com o tempo de 9: 32,44.
Em 17 de agosto de 2021, foi agraciada com a Medalha de Mérito Municipal de Ovar (Grau Cobre).